# Ève
Ève is een gemeente in het Franse departement Oise (regio Hauts-de-France) en telt 433 inwoners (2005). De plaats maakt deel uit van het arrondissement Senlis.

## Geografie
De oppervlakte van Ève bedraagt 10,4 km², de bevolkingsdichtheid is 41,6 inwoners per km².
De onderstaande kaart toont de ligging van Ève met de belangrijkste infrastructuur en aangrenzende gemeenten.

## Demografie
Onderstaande figuur toont het verloop van het inwonertal (bron: INSEE-tellingen).